# Austin Flint (1836–1915)

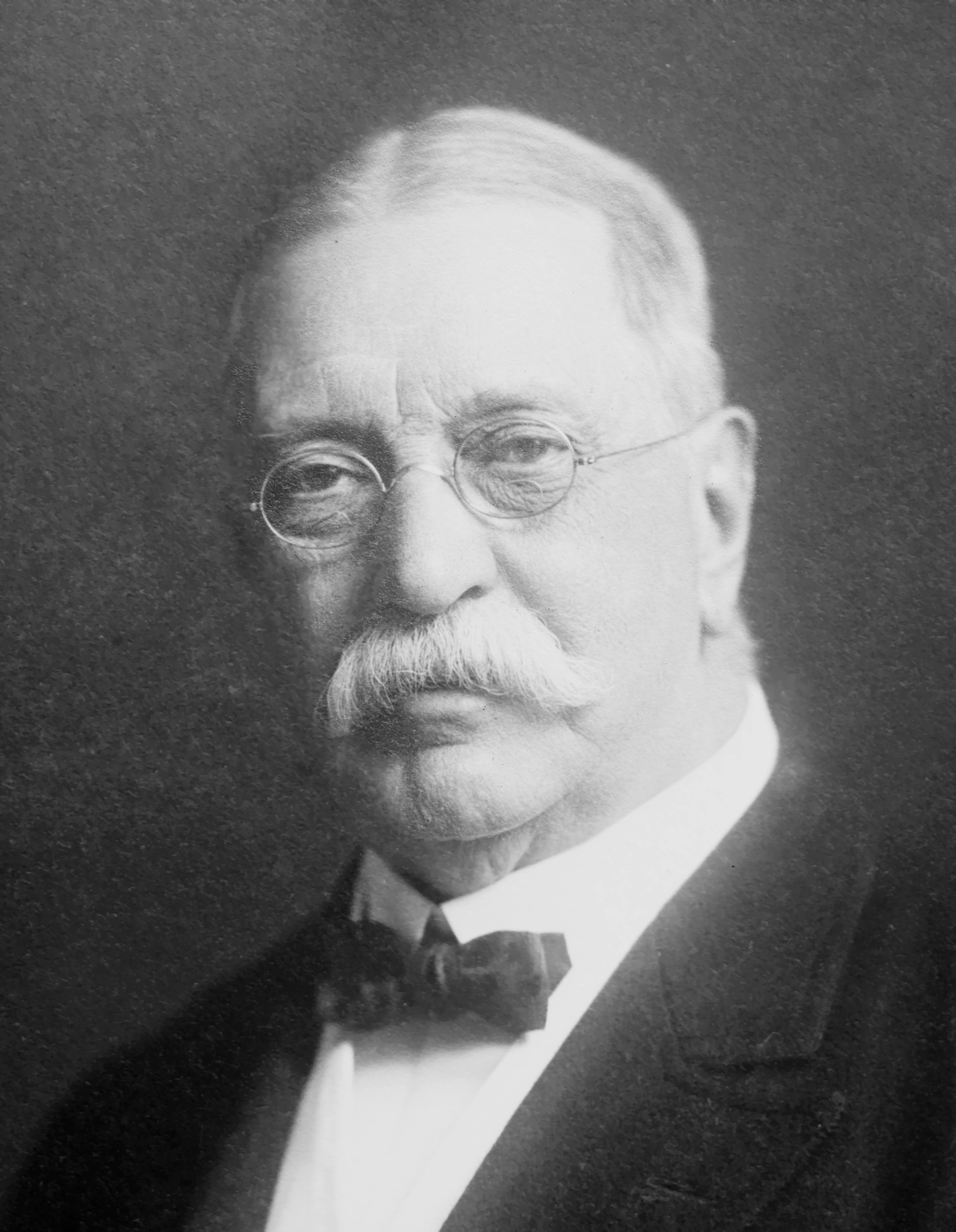
Austin Flint

Austin Flint młodszy (ur. 1836 w Northampton, zm. 1915) – amerykański lekarz, fizjolog.

## Życiorys
W latach 1854-1856 studiował medycynę na University of Louisville a od 1856 do 1857 w Jefferson Medical College. W latach 1857-1859 był redaktorem Buffalo Medical Journal, chirurgiem w Buffalo City Hospital i profesorem fizjologii i anatomii mikroskopowej na University at Buffalo. W 1859 razem z ojcem przeniósł się do Nowego Jorku i wykładał fizjologię w New York Medical College. Był profesorem fizjologii w New Orleans Medical College w 1860, od 1860 do 1861 przebywał w Europie. W latach 1861- 1898 wykładał fizjologię i anatomię mikroskopową w Bellevue Hospital Medical College od 1861 do 1898, kiedy uczelnia została połączona z New York University. Wtedy został mianowany profesorem fizjologii w Cornell University Medical College. Od 1874 był chirurgiem naczelnym Nowego Jorku.

## Dorobek naukowy
Prowadził liczne badania nad fizjologią ludzkiego organizmu. Jego prace potwierdziły rolę wątroby w metabolizmie węglowodanów, wykazał również, że do funkcji wątroby należy wyłączanie cholesterolu z krwi. Badał też metabolizm cholesterolu i soli żółciowych.

## Prace
- The Physiology of Man (1888)
  - The physiology of man; designed to represent the existing state of physiological science as applied to the functions of the human body, Vol. 1. New York: D. Appleton and Company 1866
  - The physiology of man; designed to represent the existing state of physiological science as applied to the functions of the human body, Vol. 4 (1866)
- Chemical Examinations of Urine in Diseases (1870–1884)
- On the physiological effects of severe and protracted muscular exercise; with special reference to its influence upon the excretion of nitrogen. New York, D. Appleton & Co. 1871
- Source of Muscular Power (1878)
- Text-Book of Human Physiology (1875)
- Experiments Regarding a New Function of the Liver, Separating the Cholesterin of the Blood and Eliminating it as Stercorin (1862)
- The Physiology of the Nervous System (1872)
- Mechanism of Reflex Nervous Action in Normal Respiration (1874)
- The Treatment of Diabetes Mellitus (1884)
- Chemical Examination of the Urine in Disease (1893)
- Stercorin and Cholesterœmia (1897)
- Handbook of Physiology. New York, London, The Macmillan Company 1905